# 陳璣 (嘉靖進士)
陈玑（1491年—？年），字天儀，號蓮斋，河南開封府許州郾城縣人，軍籍。明朝政治人物。

## 生平
治《書經》，嘉靖元年（1522年）壬午科河南鄉試第十二名舉人，年三十三歲中式嘉靖二年（1523年）癸未科會試第一百九十名，第三甲第一百七十七名進士。歷任直隸保定府新城县、任县、洛阳县知县，擢升户部主事，升郎中，出为汉中府知府，升湖广按察司副使，分守荆南道，嘉靖十九年（1540年）十二月以考察罢职。

## 家族
曾祖陈原。祖父陈昭。父陈鸞。母于氏；继母王氏。具庆下。兄陈珠、弟陳琉；陳可，贡士；陳瑚。